# Albertina Nyström
Carolina Albertina Nyström, född 31 december 1864 i Sättersta församling, Södermanlands län, död 9 september 1933 i Frustuna församling, Södermanlands län
, var en svensk lärare och politiker.
Nyström var aktiv i Frisinnade folkpartiet i Eskilstuna och Södermanlands län. Hon var ledamot av stadsfullmäktige i Eskilstuna, och blev den första kvinnan att väljas in i Eskilstuna stadsfullmäktige 1914. Hon efterträdde redaktören Carl Gustaf Ekman, senare svensk statsminister, med ett röstetal av 4 911 röster. Hon var även engagerad i Vita bandet, där hon hade förtroendeposter lokalt. Hon kandiderade även i andrakammarvalet 1921 och 1924 för de frisinnade.
Hon verkade först som piga, innan hon blev småskollärarinna. Hon var från 1888 gift med smeden Carl Daniel Nyström.